# Кир Александрийский
Кир Александрийский, врач безвозмездный — святой мученик, пострадавший в 311 году в Александрии, первым врачом которой он считался.

## Биография
Родом из Александрии, Кир ещё в юности хорошо изучил врачебное искусство. Он не только бесплатно лечил всех приходящих к нему за помощью, но также силой веры и молитв обращал ко Христу многих язычников.
Во время начавшихся при императоре Диоклетиане гонений Кир, желая избежать преследований за исповедание христианства, удалился в пустыню, в Аравию, где принял иночество и продолжал исцелять больных своими молитвами. Но когда он узнал, что гонителями веры взята на мучение святая Афанасия с тремя дочерьми (Феоктистой, Феодотией и Евдоксией), то решил идти вместе со своим учеником Иоанном в город Каноб (Нижний Египет), чтобы ободрить эту христианскую семью, обречённую за Христа на смерть. По приказу правителя города Кир и Иоанн были схвачены язычниками и подвергнуты тяжким мучениям перед лицом исповедниц — святые оставались непоколебимы в своей вере. Оставив их, мучители начали истязать святых дев, и когда не смогли побороть их твёрдость, обезглавили. Вслед за ними такую же мученическую смерть приняли святые чудотворцы и бессребреники Кир и Иоанн.
Дни их памяти 31 января (13 февраля) и 28 июня (11 июля) празднуются шестеричным богослужением.